# 스톤타운

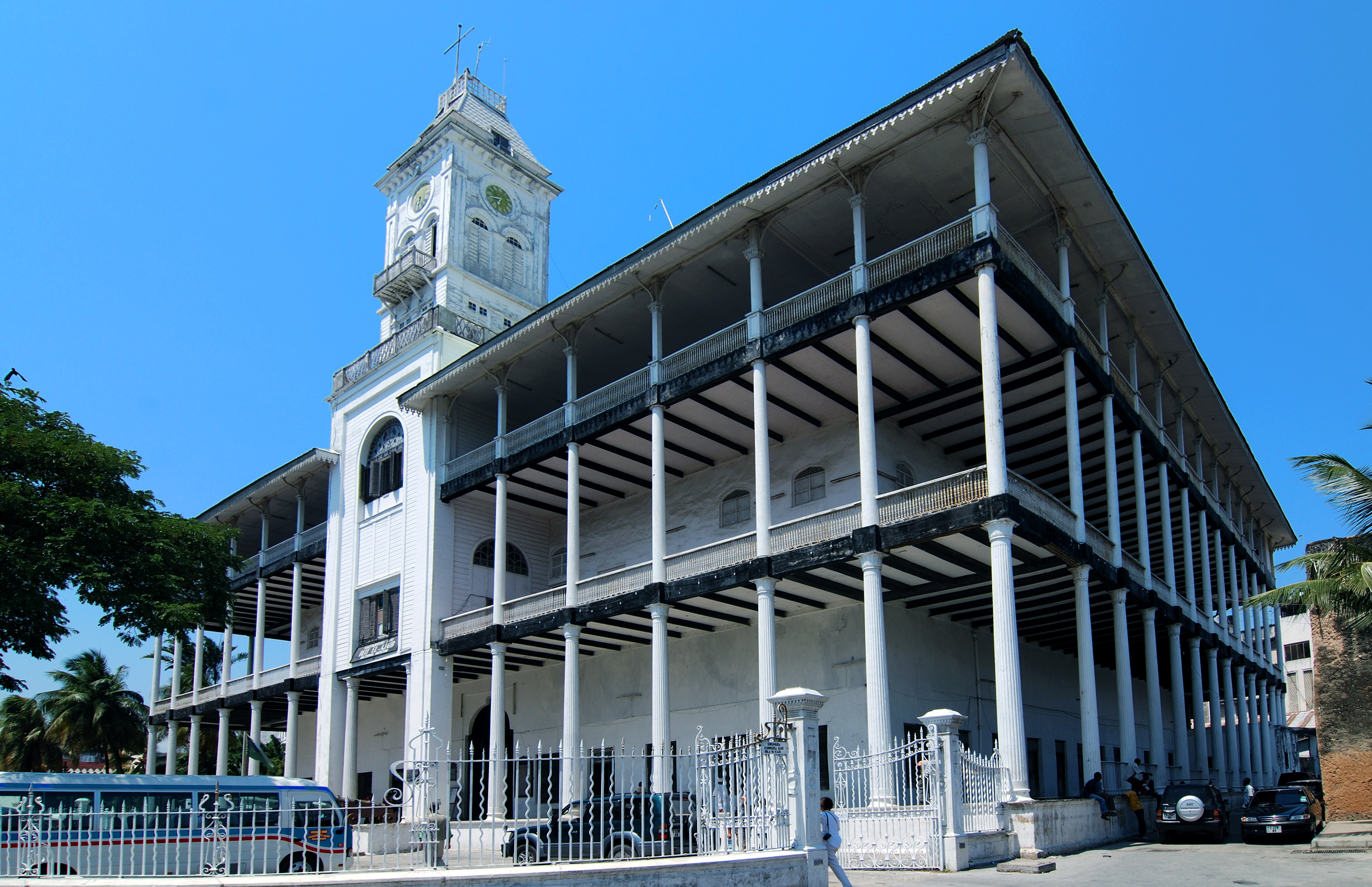
경이의 궁전

스톤타운(아랍어: مدينة زنجبار الحجرية, Stone Town 혹은 스와힐리어로 "고대 마을"을 뜻하는 Mji Mkongwe)은 잔지바르시티 (혹은 Unguja 섬의 수도이자 비공식적으로 잔지바르로서 알려졌으며 탄자니아의 일부인 Unguja Mhini)의 오래된 지방이다.
스톤타운은 섬의 서해안 삼각형의 땅에 세워졌다. 타운의 가장 오래된 부분은 집, 소매점, 시장, 모스코에 협소한 골목의 과밀 주거로 구성되어있다. 좋은.
그곳의 스와힐리 인 건축물은 아랍인, 페르시아인, 인도, 유럽인, 아프리카인 양식의 요소를 포함한다. 그 아랍 주택들은 특히 크고 꾸며서 조각된 나무로된 문과 다른 닫힌 나무로된 베란다 같은 평범하지 않은 특징들 때문에 유명하다.
그 지역은 1830년대 이래로 3세기 동안 오직 돌을 가지고 건설된 건물들로 점유된 상태이다.
두 개의 큰 건물들이 스톤 타운의 중심이 되는 정면을 위압한다. 하나는 의식에서 사용되는 목적을 위한 웅장한 궁장으로서 세이드 바르가쉬 (Seyyid Barghash)에 의해 설립된,베이트-엘-아자이브 (Beit-El-Ajaib 혹은 House of Wonders)이다. 다른 하나는 이 전의 포르투갈인 정착지에 세워졌으며 18세기 동안 요새로 변화했던 아랍인 요새이다.
타운은 1800년대 후반 본토의 식민지화 전에 아시아와 아프리카 사이 동아프리카 해안에 무역의 중심이었고 후에 중심지는 몸바사와 다르에스살람으로 이동했다. 1840년에서 1856년까지, 사이드 빈 술탄은 오만제국의 수도를 스톤 타운으로 지정했다. 주요 수출품은 향신료와 특히 정향이었다. 많은 해 동안 스톤 타운은 노예 무역을 위한 주요한 중심이었다. 노예는 본토 아프리카로부터 구입해서 중동과 거래를 했다. 성공회 대성당은 전 노예 시장 부지에 세워진 상태이다.
타운은 또한 1800년대 후반부터 많은 유럽의 탐험가들, 특히 포르투갈의 탐험가들, 식민지 개척자들을 위한 기지가 되었다. 데이비드 리빙스턴은 1866년 그의 마지막 원정을 준비하는 기반으로서 스톤 타운을 이용했다. 오만, 페르시아, 인도 출신 이주민 집단이 여기서 거주했다. 이들은 무역에 종사하거나, 오만인의 경우에 있어 섬과 그들이 살고 있는 영토의 지배자였다.
스톤 타운은 세계유산으로서 유네스코에 의해 지정된 상태이다. 2002년 탄자니아 국세 조사국에 따르면 스톤 타운에 속하는 도시 지구의 인구는 206,292명이었다.

## 명소

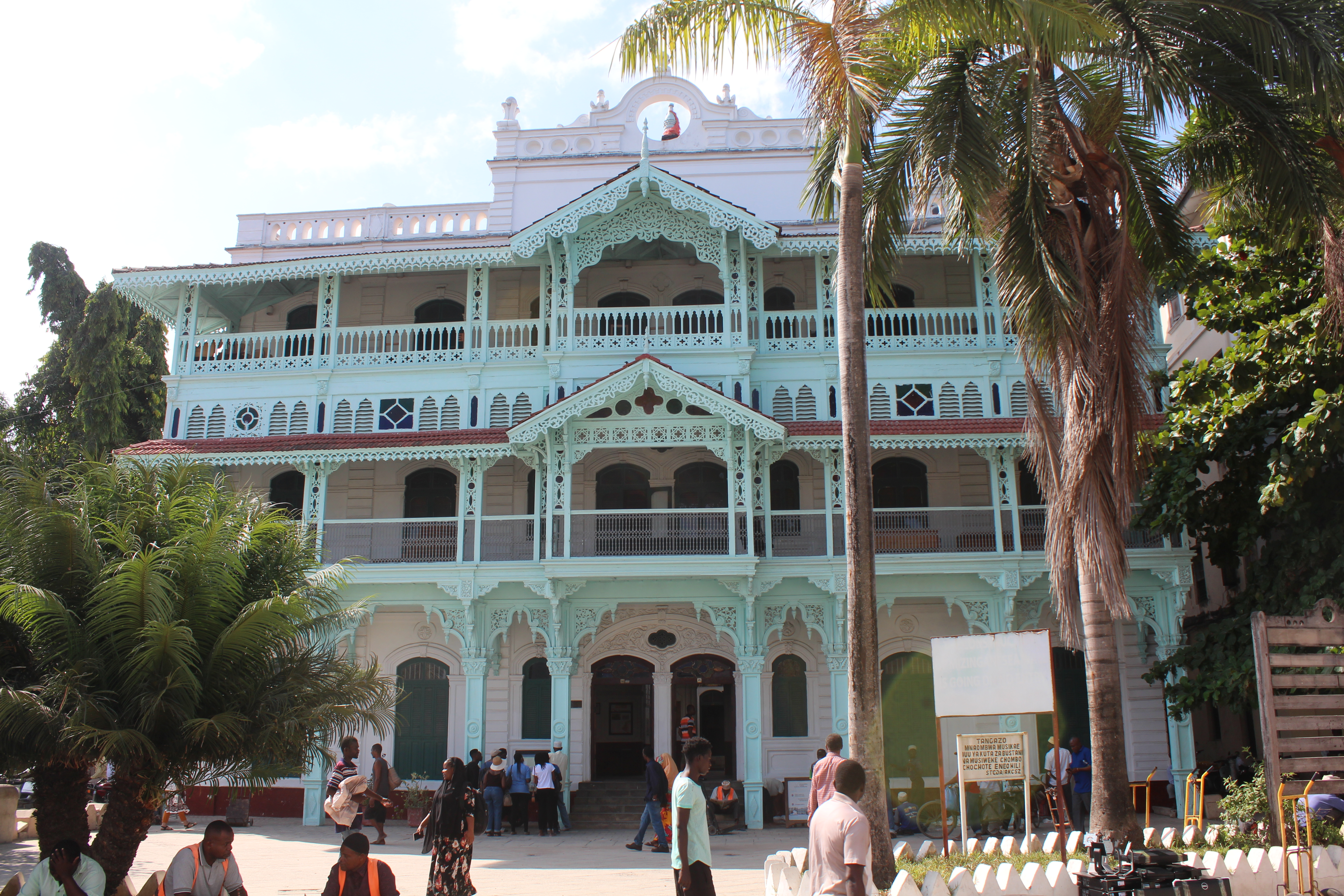
옛 조제실

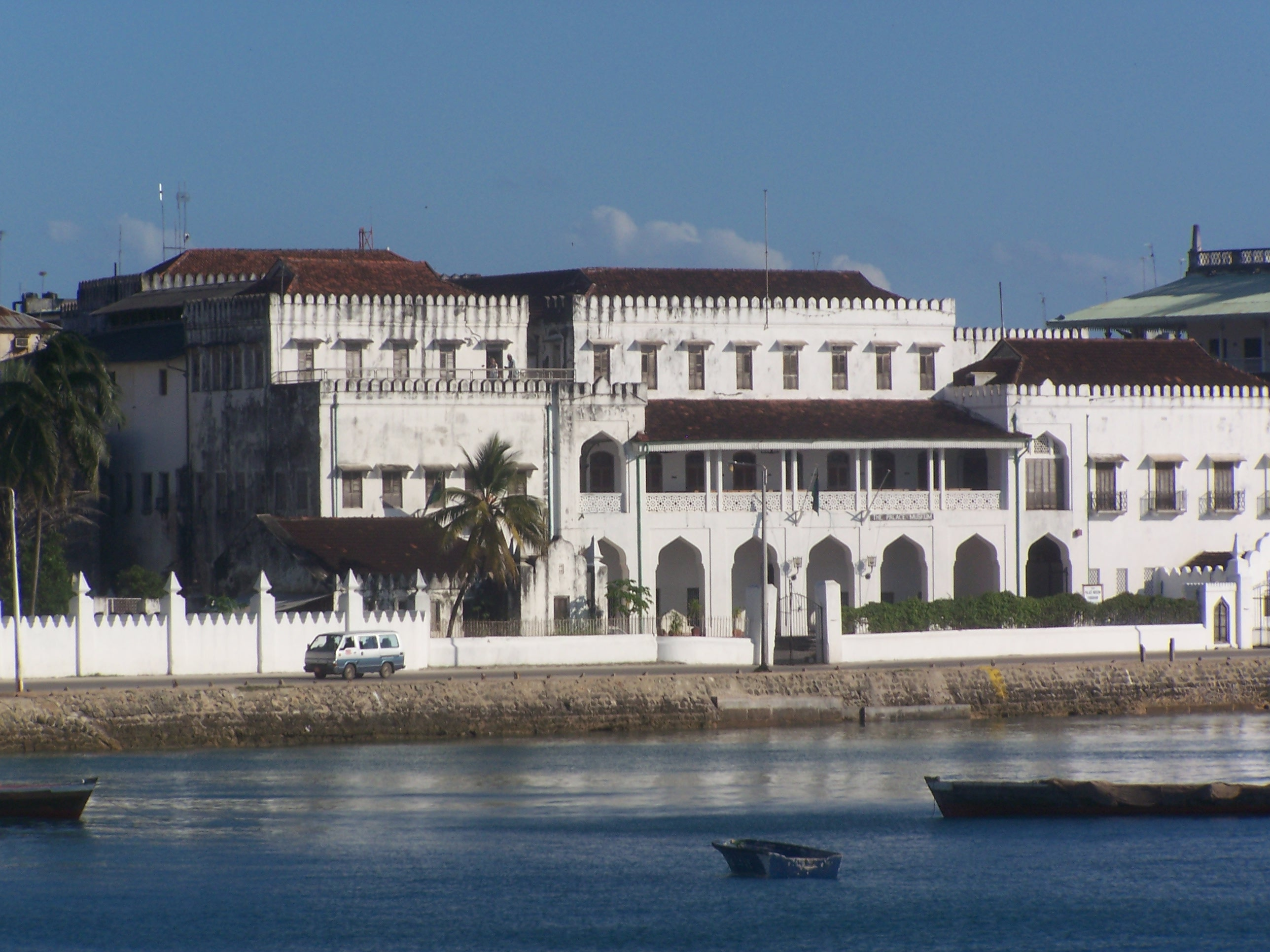
궁전 박물관 또는 술탄 궁전

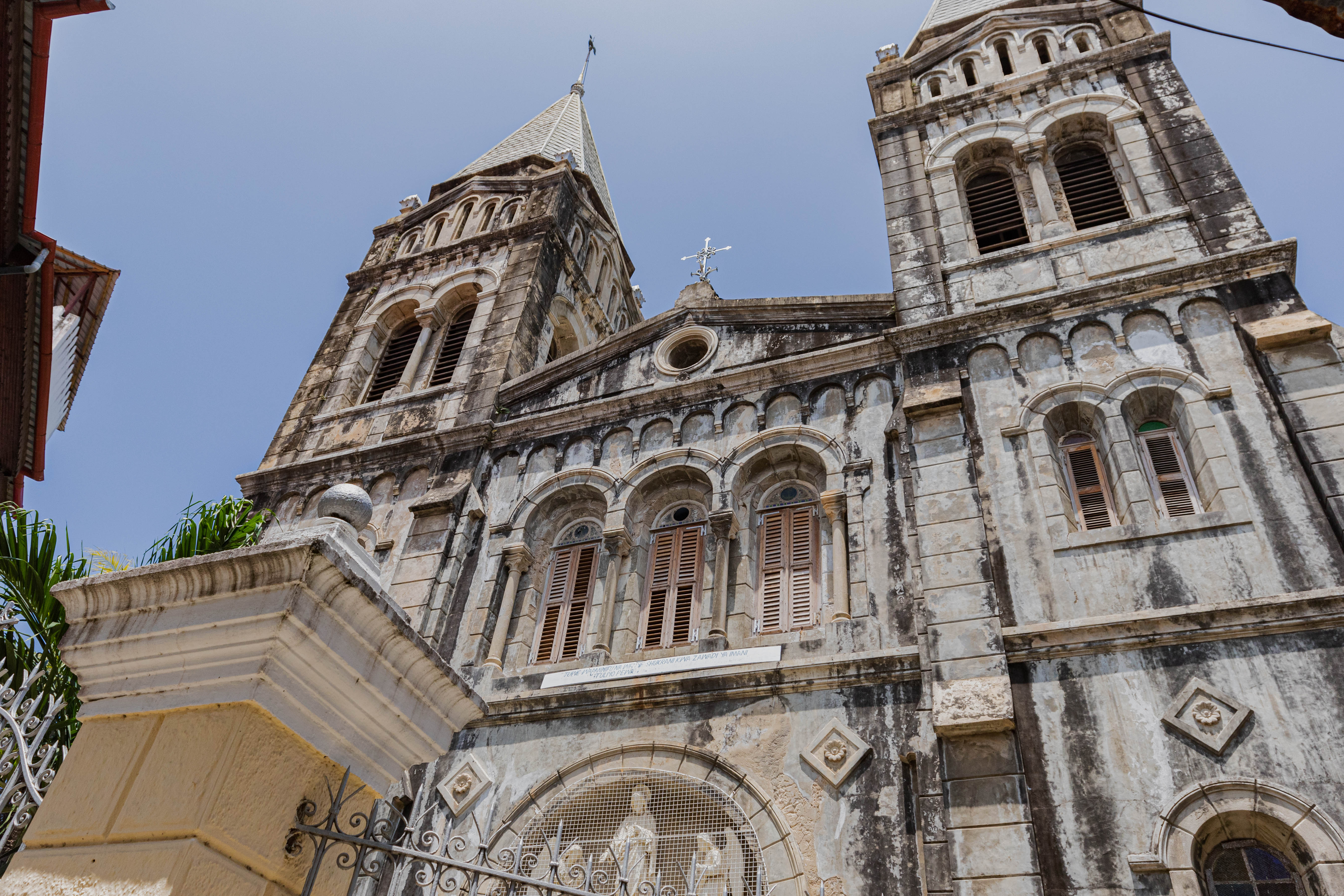
스톤타운의 성 요셉 로마 카톨릭 대성당

- 경이의 궁전(아랍어: بيت العجايب Bayt al-ʿAjāʾib,영어: House of Wonders or Palace of Wonders)은 스톤타운에서 가장 크고 유명한 관광지이다. 1883년에 지어졌고 1896년 영국-잔지바르 전쟁 이후 복원되었으며, 원래는 술탄이 거주하던 곳이지만 혁명 이후 아프리카-시라지 당(영어: Afro-Shirazi Party)이 자리잡았다. 이곳은 잔지바르에서 전기가 공급된 최초의 건물이자 동아프리카에서 엘리베이터가 처음으로 설치된 곳이다. 2000년에 이 궁전은 스와힐리 문화와 잔지바르 문화 박물관으로 헌정되었다.[3]

- 옛 요새(스와힐리어:  Boma la Kale la Zanzibar, 영어: Old Fort)는 '아랍 요새'라고도 알려져 있으며, 17세기 오만인들에 의해 유럽의 침략으로부터 도시를 보호하기 위해 건설된 거대한 석조 요새이다. 오늘날 내부 안마당은 상점, 공방이 있고 작은 원형 경기장은 라이브 댄스와 음악쇼가 열리며 잔지바르 국제 영화제가 열리기도 하는 문화의 중심지가 되었다.
- 옛 조제실(영어: Old Dispensary 또는 Ithnashiri Dispensary)는 1887년부터 1894년까지 인도의 부유한 무역업자가 가난한 사람들을 위한 자선 병원으로 사용되다 나중엔 조제실로 쓰였다. 스테인드 글라스 창문, 조각이 들어간 나무 발코니 그리고 신 고전주의 벽화 장식들로 이곳은 스톤타운에서 가장 정교한 건물 장식을 자랑한다. 1970-80년대에 붕괴되었지만 건물은 AKTC에 의해 정확하게 복원되었다.[4]
- 궁전 박물관 (또는 술탄 궁전 아랍어: بيت الساحل, Bait As-Sahel, 영어: Sultan's Palace)은 19세기에 지어진 또 술탄의 또다른 궁전이다. 오늘날 궁전에서는 남편과 함께 유럽으로 떠난 전 잔지바르 공주 사이다 살라마(아랍어: سالمة بنت سعيد, Sayyida Salama bint Said  또는 Emily Ruete)의 물건들과 함께 잔지바라 왕가의 일상생활을 볼 수 있다.
- 그리스도 교회의 성공회 대성당 (The Anglican cathedral of Christ Church)은 잔지바르의 3대 주교인 에드워드 스티르(영어: Edward Steere)가 19세기 말에 지었다.[5] 대성당은 의도적으로 큰 노예 시장이 열렸던 스톤타운 중심의 넓은 공간에 세워졌는데 이는 노예 제도 종식을 축하하기 위함이었다. 성당의 제단은 주요 채찍질 기둥이 있었던 자리에 만들어졌다. 오늘날 성당 옆에는 노예 기념비와 노예 역사에 관한 박물관이 만들어졌다.
- 성 요셉 로마 카톨릭 대성당 (The Roman Catholic Cathedral of St. Joseph)은 1893 1897년 사이에 프랑스 선교사들에 마르세이유 대성당의 모델에 기반하여 지어졌다.
- 포로다니 정원 (Forodhani Garden)은 옛 요새와 경이의 궁전 바로 앞에 있는 바다 산책로가의 작은 공원이다. 오늘날 구운 해산물과 잔지바르 요리를 파는 곳으로 인기있는 관광지 중 하나이다.